# جيرالد كرابتري
جيرالد كرابتري (بالإنجليزية: Gerald Crabtree)‏ هو عالم كيمياء حيوية أمريكي، ولد في 18 ديسمبر 1946 في ويلينغ في الولايات المتحدة.